# Martin Jetter
Martin Jetter (* 1959) ist ein deutscher Manager und ehemaliger Vorsitzender der Geschäftsführung von IBM Deutschland.

## Leben und Wirken
Jetter studierte Maschinenbau an der Universität Stuttgart und schloss mit dem Diplom ab.
1986 kam er zu IBM. Er stieg zum General Manager Northeast Europe der IBM Global Business Services auf, bevor er im November 2006 Deutschlandchef wurde. Im Mai 2011 übergab er die Leitung von IBM Deutschland an Martina Koederitz. Anschließend wechselte er als Strategiechef der IBM Corporation in die Konzernzentrale nach Armonk. Von Mai 2012 bis Ende 2014 leitete er IBM Japan als erster Nicht-Japaner seit 56 Jahren. Von 2015 bis 2019 war Jetter Senior Vice President für IBM Global Technology Services und von 2019 bis 2020 Chairman IBM Europe.
Im Dezember 2019 wurde bekannt, dass Jetter im Mai 2020 Joachim Faber im Amt des Chefkontrolleur der Deutschen Börse nachfolgt.

## Weitere Mitgliedschaften
Jetter ist Mitglied im Kuratorium der Konzertverein München e.V. und ist Gründungsmitglied des Lions Club Starnberger See Ludwig II. Weiterhin ist Jetter Mitglied der Friedhelm Loh Stiftung und der Debora Loh Stiftung sowie Mitglied des SCION Advisory Boards.